# 巴特勒縣 (愛阿華州)
巴特勒縣（英語：Butler County）是美国艾奥瓦州北部的一個郡，面積1,506平方公里。根據2020年美國人口普查統計，共有人口14,334人。縣治阿利森（Allison）。該縣成立於1854年，縣名紀念在代表肯塔基州的聯邦眾議員、1848年民主黨籍副總統候選人威廉·奧蘭多·巴特勒。